# Horloge publique d'Estoublon
L'horloge publique est une horloge située à Estoublon, dans le département français des Alpes-de-Haute-Provence.

## Historique
L'édifice est inscrit au titre des monuments historiques en 1941.